# Donja Bioča (Ilijaš, BiH)
Donja Bioča je naselje u općini Ilijaš, Federacija BiH, BiH.